# Rómulo (satélite)
Rómulo, designación formal (87) Silvia I, es la luna exterior y de mayor tamaño del asteroide (87) Silvia, perteneciente al cinturón principal. Sigue una órbita casi circular y cercana a la ecuatorial alrededor del asteroide. En este sentido, es similar a Remo, la otra luna de Silvia.

## Descubrimiento y denominación
Rómulo fue descubierto en febrero de 2001 desde el telescopio Keck II por Michael E. Brown y Jean-Luc Margot. Su designación formal es (87) Silvia I; antes de recibir este nombre, se conocía como S/2001 (87) 1. La luna recibe su nombre de Rómulo, el mitológico fundador de Roma, uno de los gemelos de Rea Silvia, criado por un lobo.

## Características
(87) Silvia tiene una baja densidad, lo que indica que probablemente se trata de un montón de escombros formado cuando los restos de una colisión entre su cuerpo progenitor y otro asteroide se reacrecionaron gravitacionalmente. Por lo tanto, es probable que tanto Rómulo como Remo, la segunda luna de Silvia, sean pequeños montones de escombros que se acumularon en órbita alrededor del cuerpo principal a partir de los restos de la misma colisión. En este caso, se espera que su albedo y densidad sean similares a los de Silvia.
Se espera que la órbita de Rómulo sea bastante estable: se encuentra muy dentro de la esfera de Hill de Silvia (aproximadamente 1/50 del radio de Hill de Silvia), pero también muy fuera de la órbita sincrónica.
Desde la superficie de Rómulo, Silvia ocupa una región angular de 16°×10° de ancho, mientras que el tamaño aparente de Remo varía entre 0.62° y 0.19° (a modo de comparación, la Luna de la Tierra tiene un tamaño aparente de aproximadamente 0.5°).